# Miroslav Ouzký

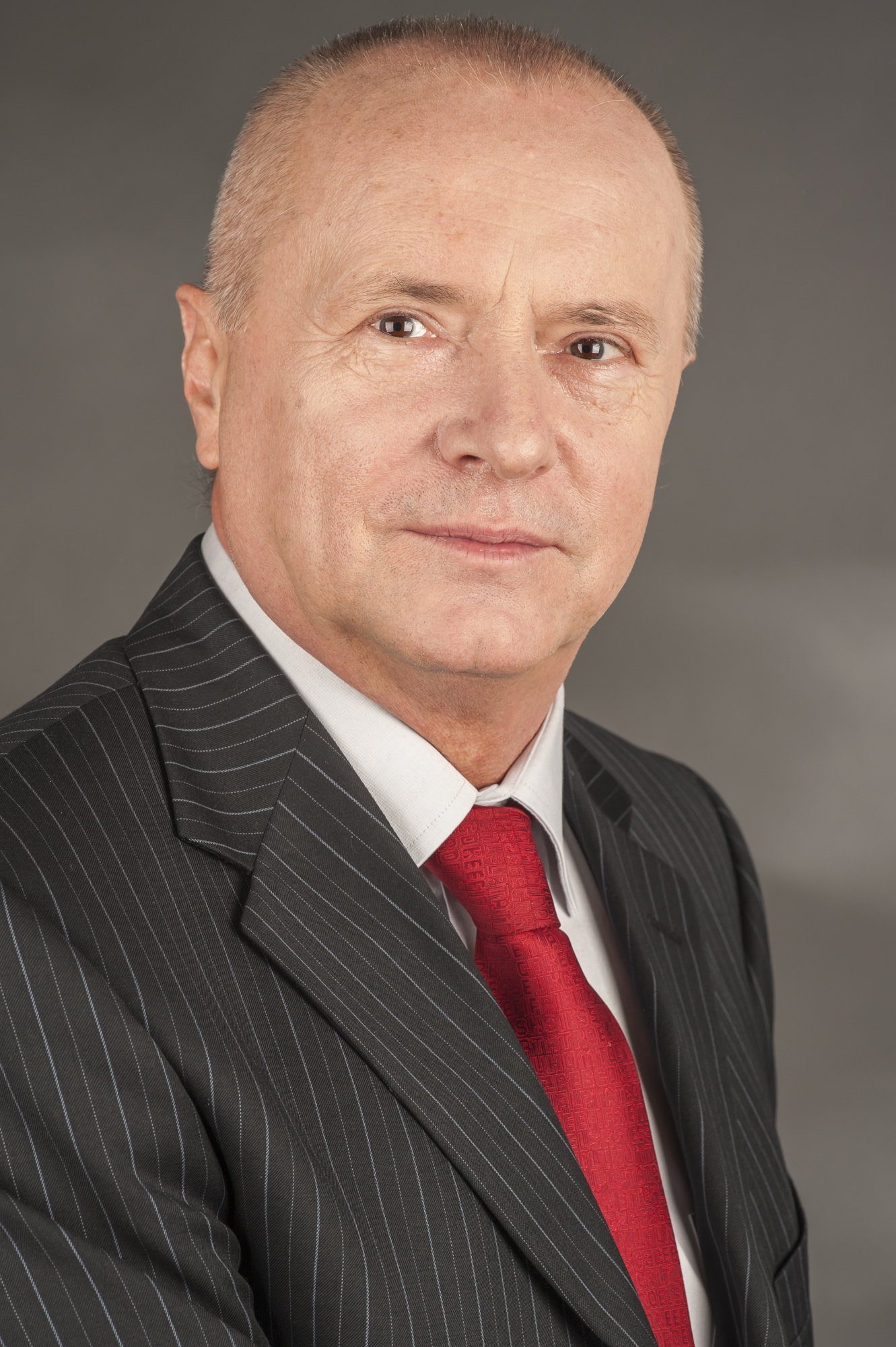
Miroslav Ouzky 2014

Miroslav Ouzký (* 18. August 1958 in Chlumec nad Cidlinou) ist ein tschechischer Politiker der konservativen Partei ODS und Mitglied des Europäischen Parlaments.
Miroslav Ouzký studierte Medizin an der Karls-Universität Prag, wo er 1983 promovierte. 1983–90 arbeitete er als Chirurg, 1989–91 als Chefarzt der Abteilung Rehabilitation in einem Krankenhaus in Kadaň. 1994–2004 war er Mitglied des Stadtrats dieser Stadt, 1998–2004 außerdem Parlamentarier im tschechischen Abgeordnetenhaus, wo er bis 2002 den Unterausschuss für Investitionen im Gesundheitswesen leitete.
Ab 2003 war Ouzký Beobachter im Europäischen Parlament, wo er den tschechischen EU-Beitritt 2004 vorbereitete. Bei der Europawahl 2004, der ersten, an der Tschechien teilnahm, zog er selbst ins Europäische Parlament ein, wo er sich der christdemokratisch-konservativen Fraktion EVP-ED anschloss. Ouzký wurde Mitglied des Fraktionsvorstands und auf einen der 14 Vizepräsidentenposten des Parlaments gewählt. Im Februar 2007 legte er letzteres Amt wieder ab, um stattdessen als Nachfolger des Deutschen Karl-Heinz Florenz Vorsitzender des Ausschusses für Umweltfragen, Volksgesundheit und Lebensmittelsicherheit zu werden. 2014 schied er aus dem Europäischen Parlament aus.
Miroslav Ouzký ist verheiratet und hat einen Sohn und eine Tochter.